# Бузовна
Бузовна́ (азерб. Buzovna) — посёлок городского типа в Хазарском районе Азербайджана. Население — 31 799 жителей (2019 год). Расположен на северо-восточном побережье Апшеронского полуострова, в 37 км от Баку, с которым связан электрифицированной железной дорогой.

## Этимология названия
Топоним Бузовна имеет иранское происхождение. По мнению специалиста в топонимике, историка, профессора Кямиля Ибрагимова, слово «бузовна» с татского языка означает «входящий в воду».

## Достопримечательности

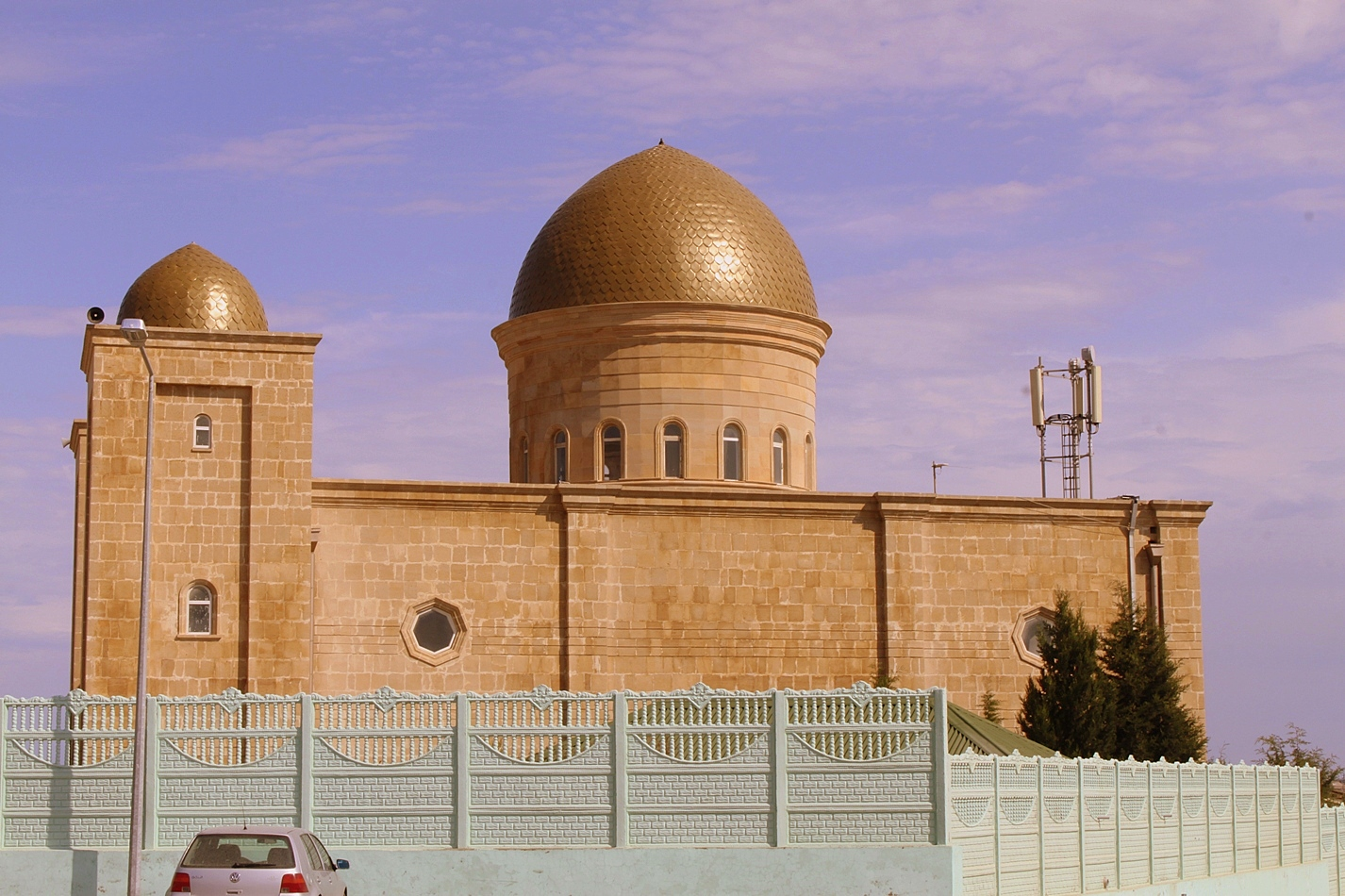
Пир «Али Аягы»

В Бузовна располагаются историко-архитектурные памятники — мечеть Назрани XVII века и Ашагы мечеть XVIII века, тюрбе воздвигнутая в 1641 году, древний шиитский пир «Али Айагы» (по преданию там захоронена сестра одного из шиитских имамов) а также бузовнинская Джума мечеть.

## История
Историк Сара Ашурбейли отмечала, наличие в абшеронских сёлах — Маштага, Бузовна, Мухаммеди древних могил в виде больших тендиров со скелетами, обряд погребения которых не укладывается ни в нормы мусульманства, ни в нормы христианства и, согласно ей, относится к более раннему периоду.
По сведениям Аббас-Кули Бакиханова, в 40-х годах XIX века во всех абшеронских сёлах разговаривали на татском языке, исключая шесть говоривших на тюркском.
Бузовна состояла из махалля: Назрани, Пир, Дашта, Тавалыг, Хан, Дэниз, Ашагы мэхэллэ.
Согласно данным российского востоковеда И. Н. Березина, деревня прежде была населена армянами. Последние покинули селение из-за угнетений во времена персидского владычества, и оно было занято мусульманами. Берёзин также отмечает наличие здесь могил армянских святых Ильи и Андрея, куда круглый год на поклонение ходили местные армяне. Во время своего визита Березин застал несколько армянских семей совершавших паломничество к могиле святых, на которой стоял камень с армянской надписью Илья (Илия), Андрей. В свою очередь энциклопедический словарь Брокгауза и Ефрона говорил лишь об одном армянском святом похороненном в посёлке— святом Илии, чья могила с выбитой армянской надписью находилась близ поселения. Напротив могилы находилось небольшое четырёхугольное здание с круглым сводом, которое принимали за келью святых. Над дверью сооружения арабскими буквами было высечено имя некоего Синма-Бузуре (1706), при этом там же были заметны почти стёртые армянские надписи. Возле парапета, находящегося перед кельей, И. Березин зафиксировал другую арабскую надпись, которая гласила что здание построено в 1480—1481 году в царствование Ширван Шаха Халил Уллы неким армянином Танваром сына Туман-Шана сына Тасира сына Инта.

## Население
По статистическим данным, извлечённых из посемейных списков 1886 года, в Бузовне жило 2045 человек, все — таты.По данным списков населённых мест Бакинской губернии от 1870 года, составленных по сведениям камерального описания губернии с 1859 по 1864 гг., в селении Бузовна было 294 двора с населением 1549 человек, состоящее из татов-шиитов.
Начиная с конца XIX века статистические материалы начинают указывать в качестве основных жителей селения азербайджанцев. Так, по данным энциклопедического словаря Брокгауза и Ефрона, издававшегося в конце XX — начале XX веков, в Бузовне насчитывалось 372 двора, 3 мечети и азербайджанская школа (в словаре — «татарская»); населения 1963 человек, большею частью азербайджанцы-шииты, указанные в словаре как «татары». По состоянию на 1908 год в селении Бузовна проживало 2625 человек, в основном азербайджанцы, также указанные как «татары».
По данным переписи 1970 года в посёлке проживало 14 556 человек, а по состоянию на 1979 год составило 19 405 человек. Перепись 1989 года зафиксировала в Бузовна 23 084 жителей.

## Известные уроженцы
- Рухулла, Сидги — советский азербайджанский актёр, Народный артист СССР (1949).
- Ибрагимов, Нураддин Ислам оглы — Национальный герой Азербайджана.
- Меликова, Наджиба Гашым кызы — Народная артистка Азербайджанской ССР.
- Самедзаде, Зияд Алиаббас оглы — доктор экономических наук, профессор, действительный член Академии наук Азербайджанской Республики. Представитель по связям с Белоруссией.
- Алиев Ариф Рауф оглы (Ариф Бузовналы) — поэт, исследователь классической литературы

## Фотографии

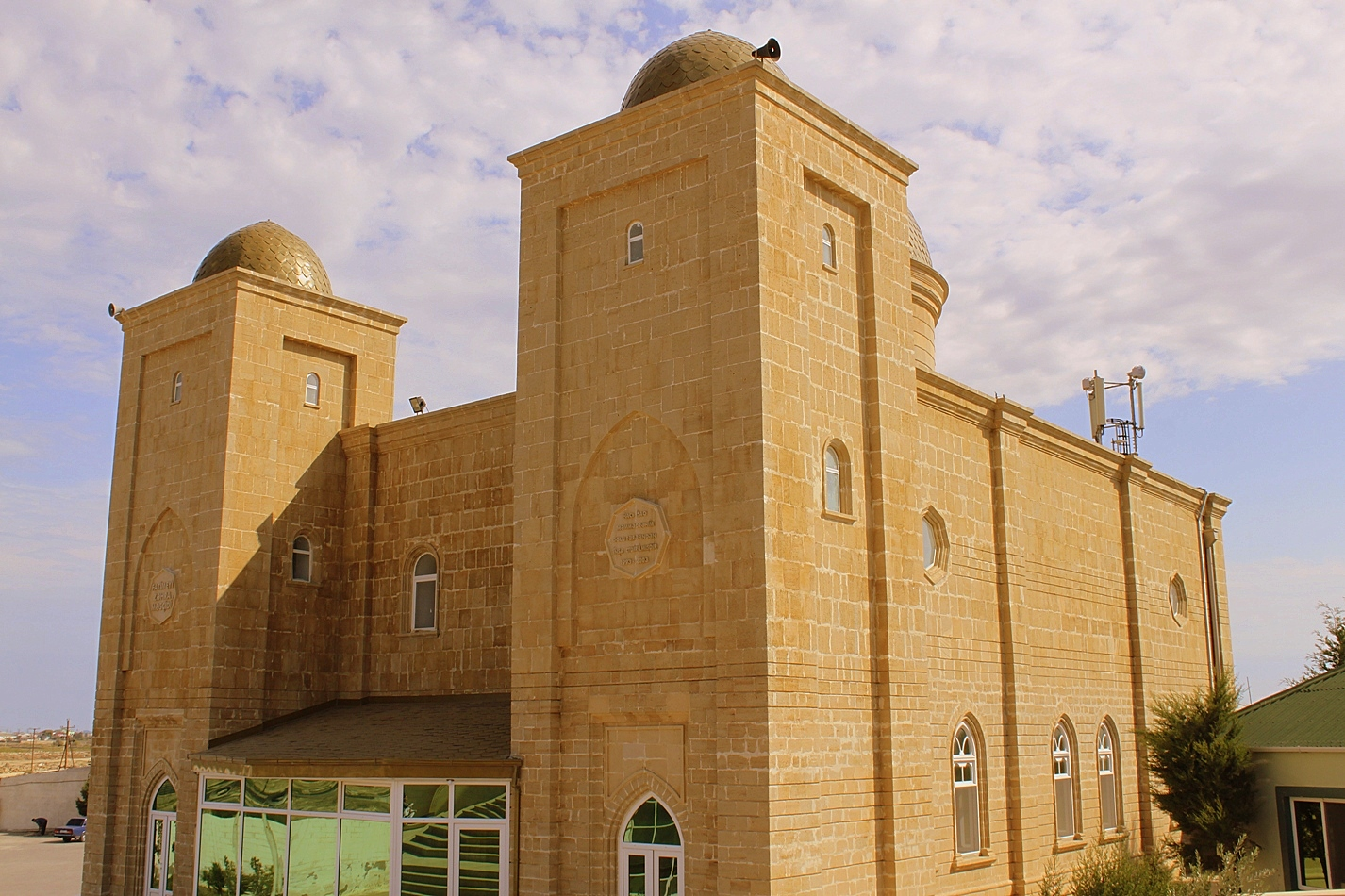
Пир «Али Аягы».
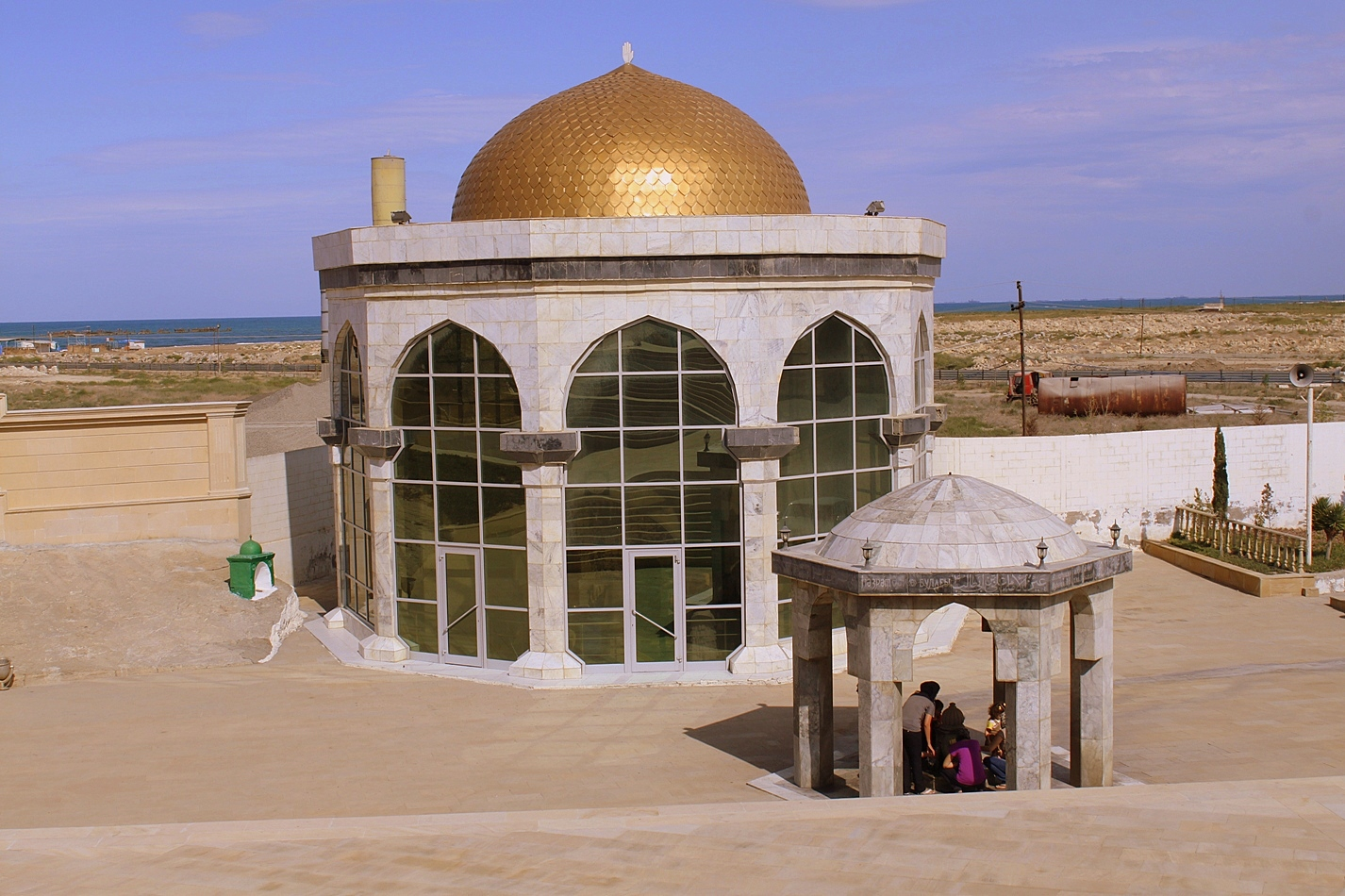
Пир «Али Аягы».
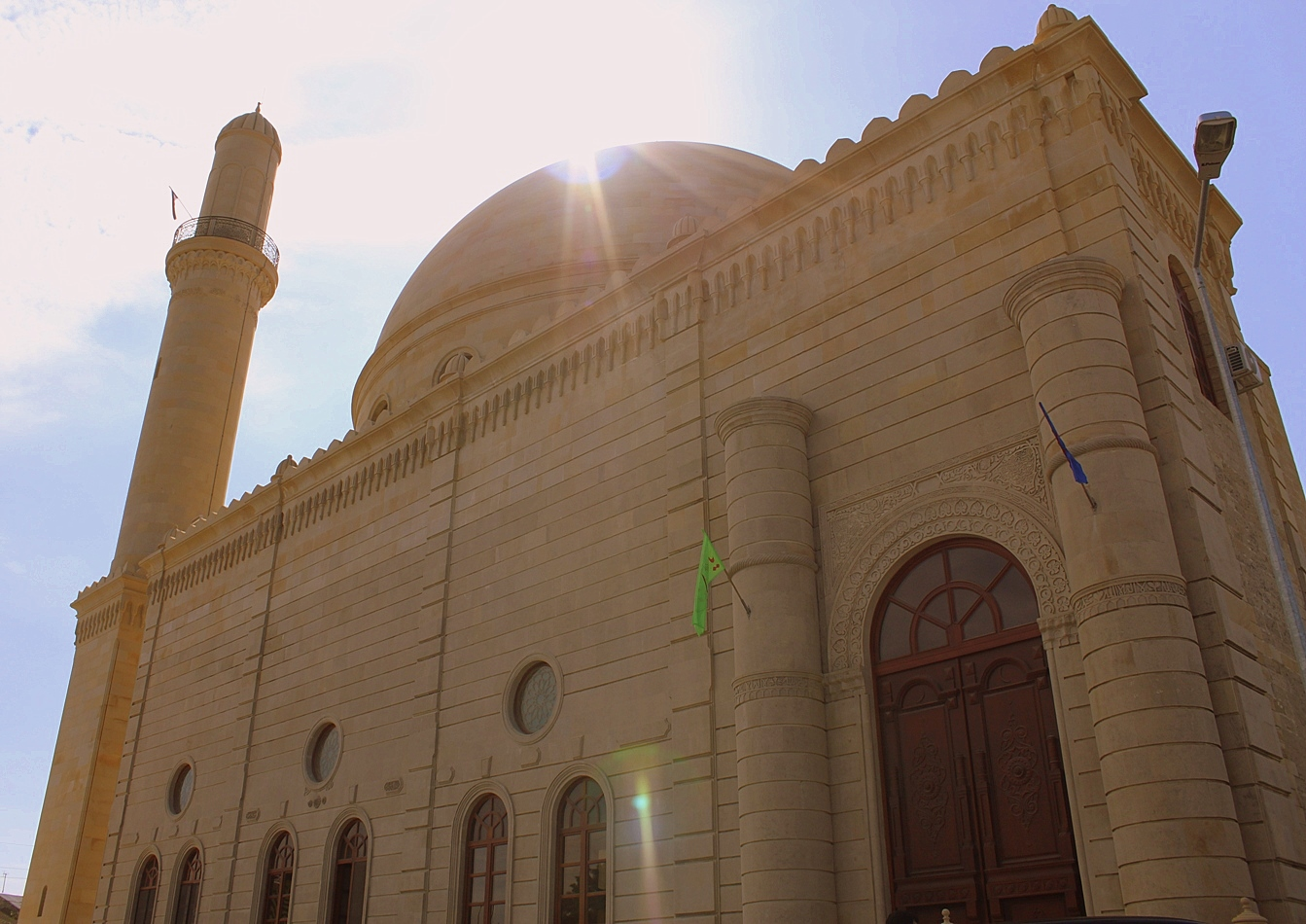
Пятничная мечеть Али ибн Абу Талиба, Бузовна.
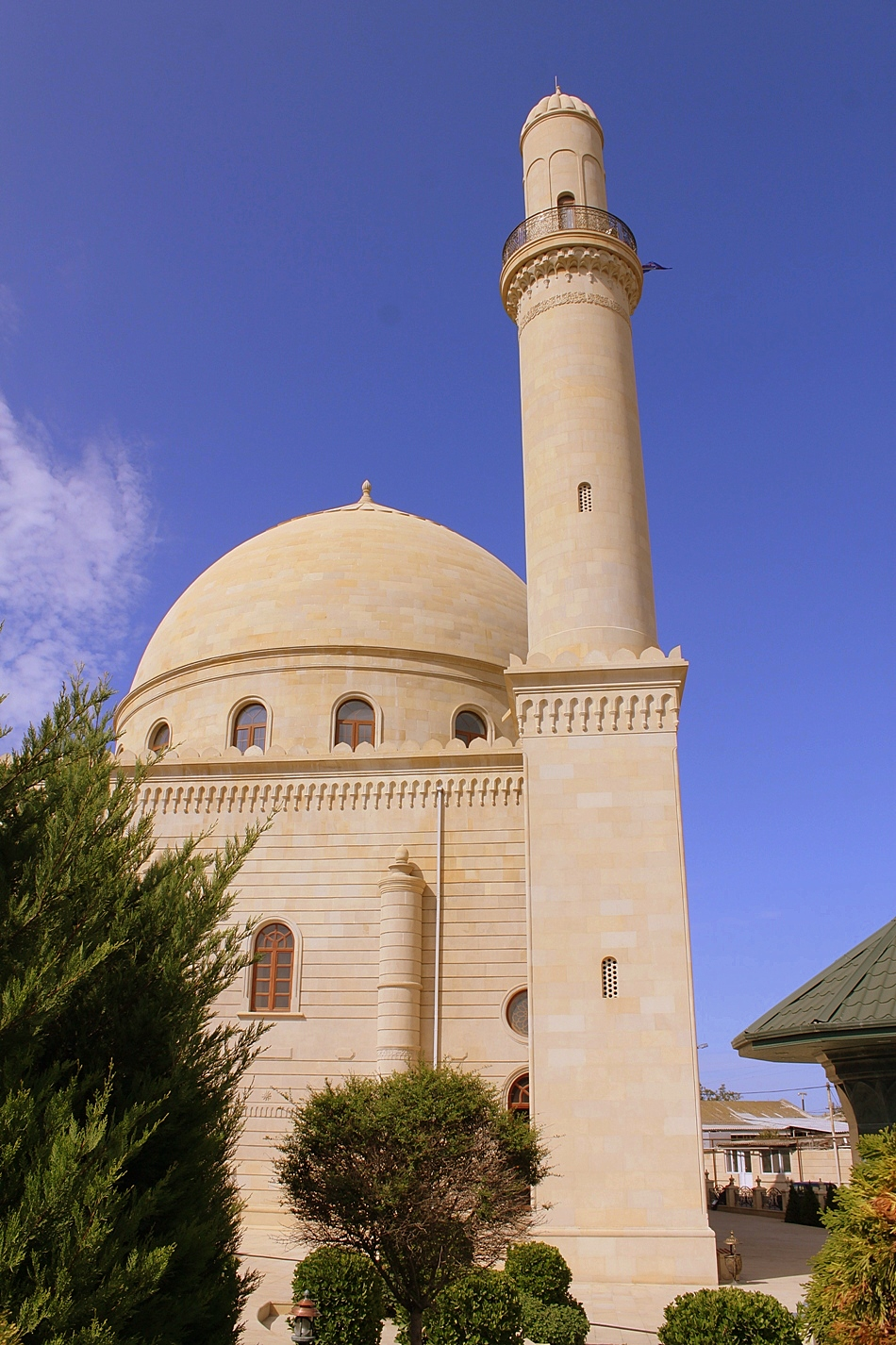
Пятничная мечеть Али ибн Абу Талиба, Бузовна.
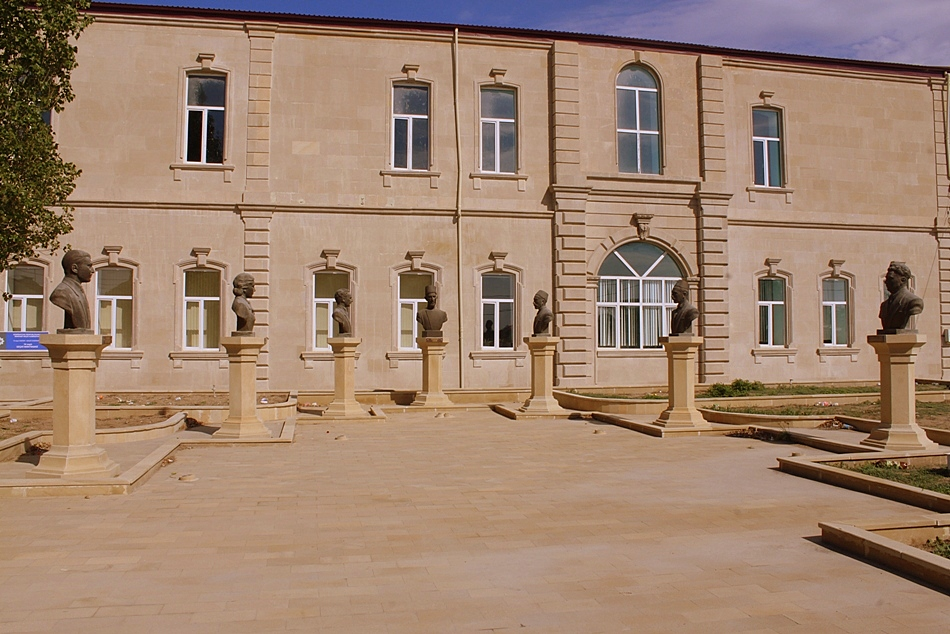
Школа в Бузовнах.
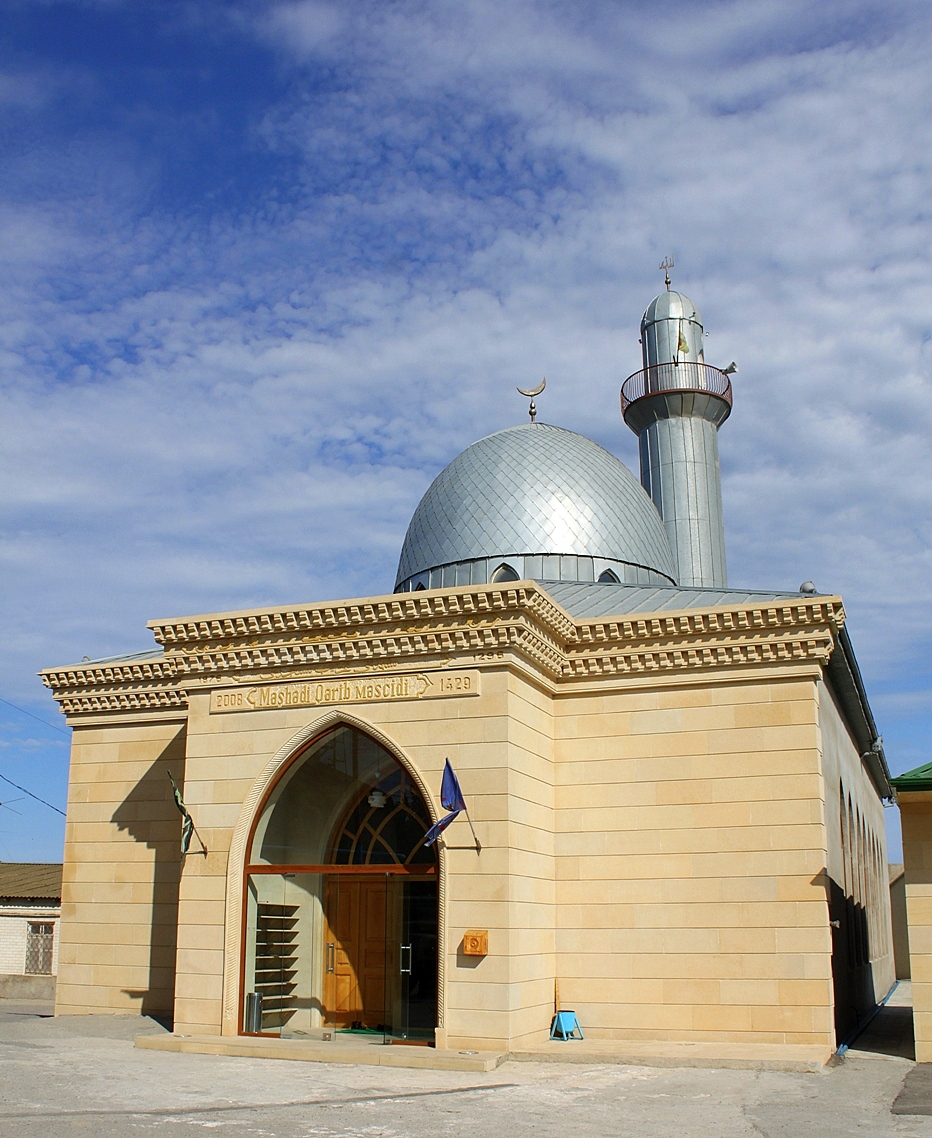
Мечеть Мешади Гариб 1429 год.

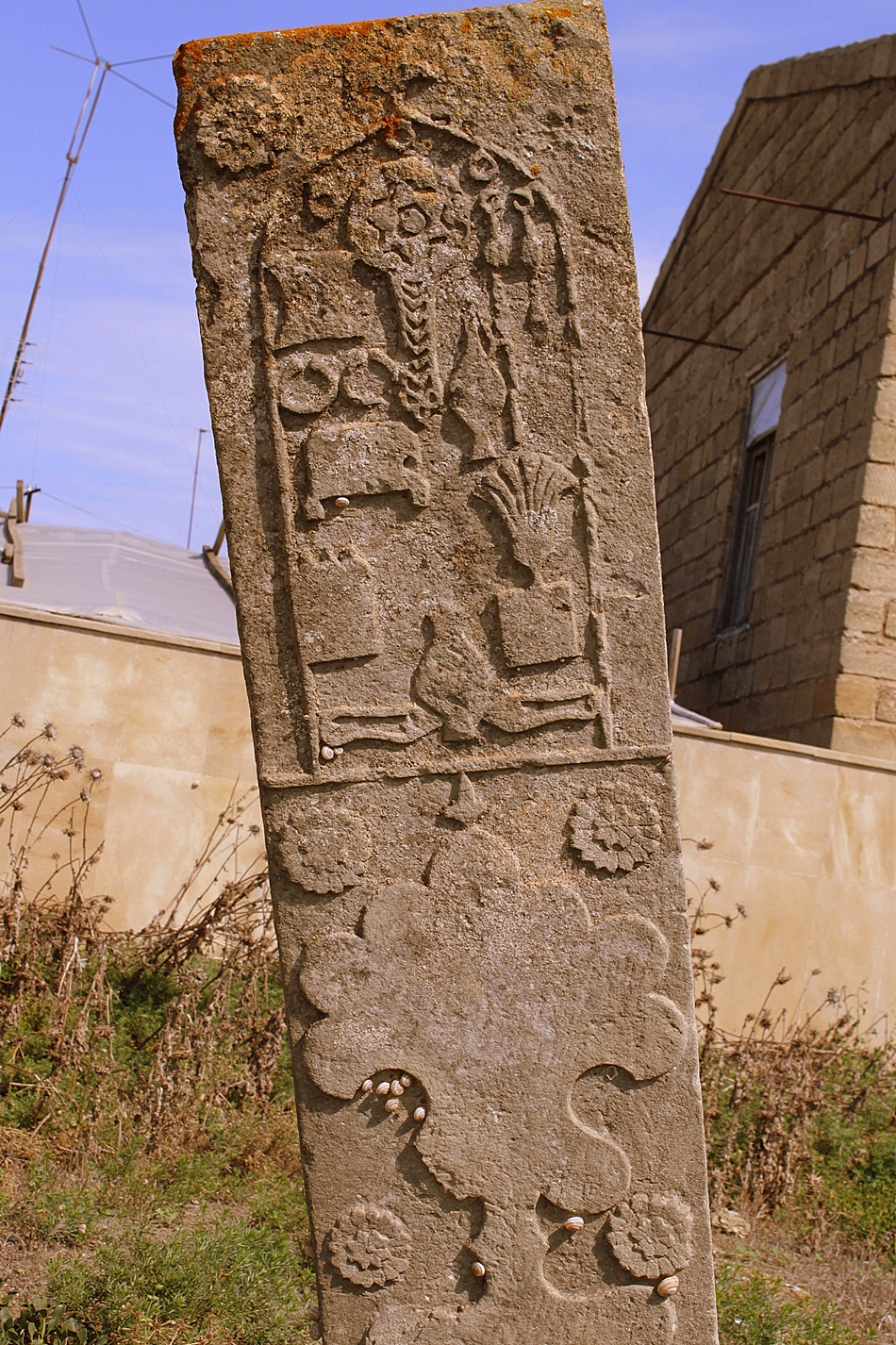
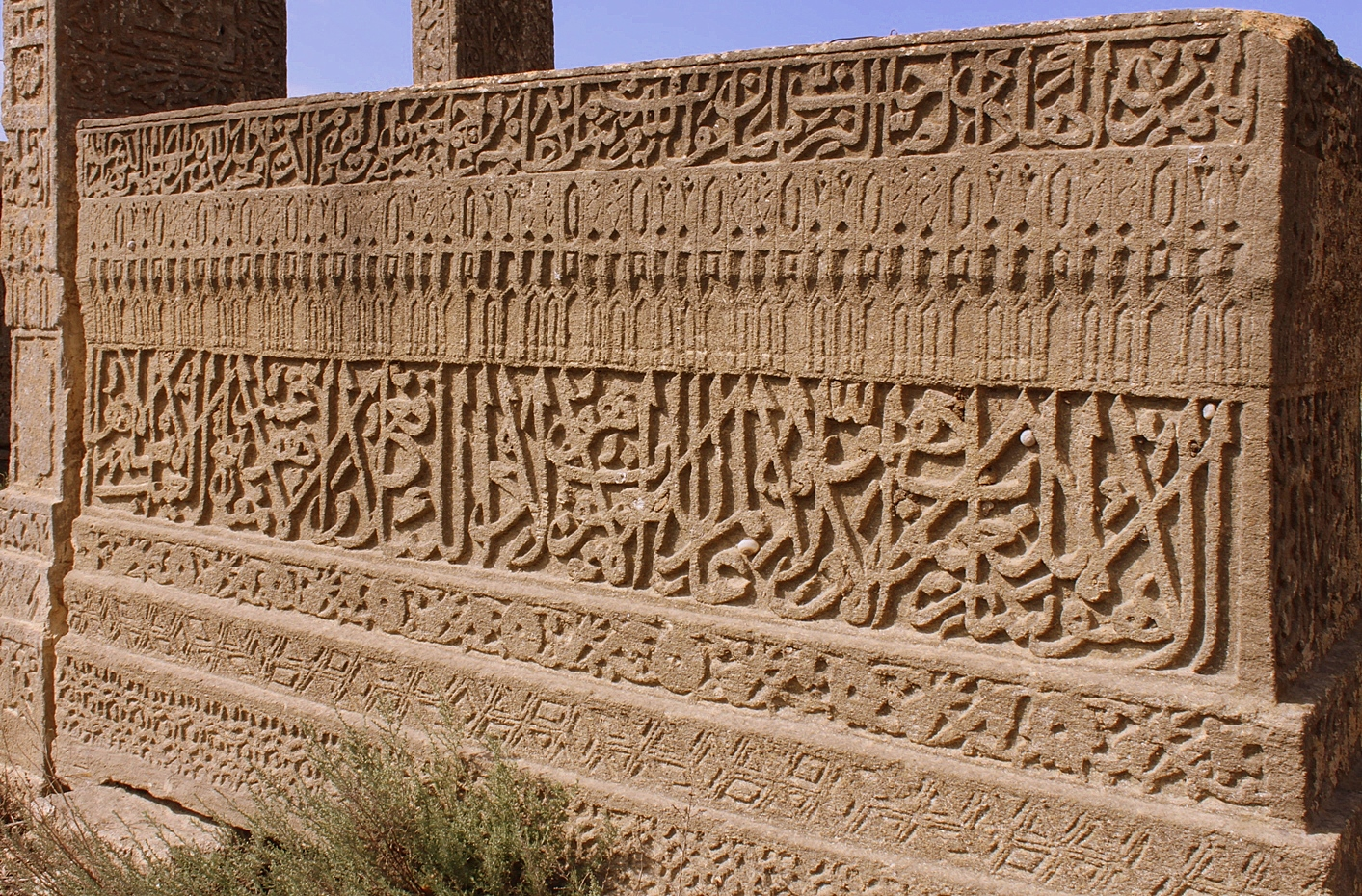
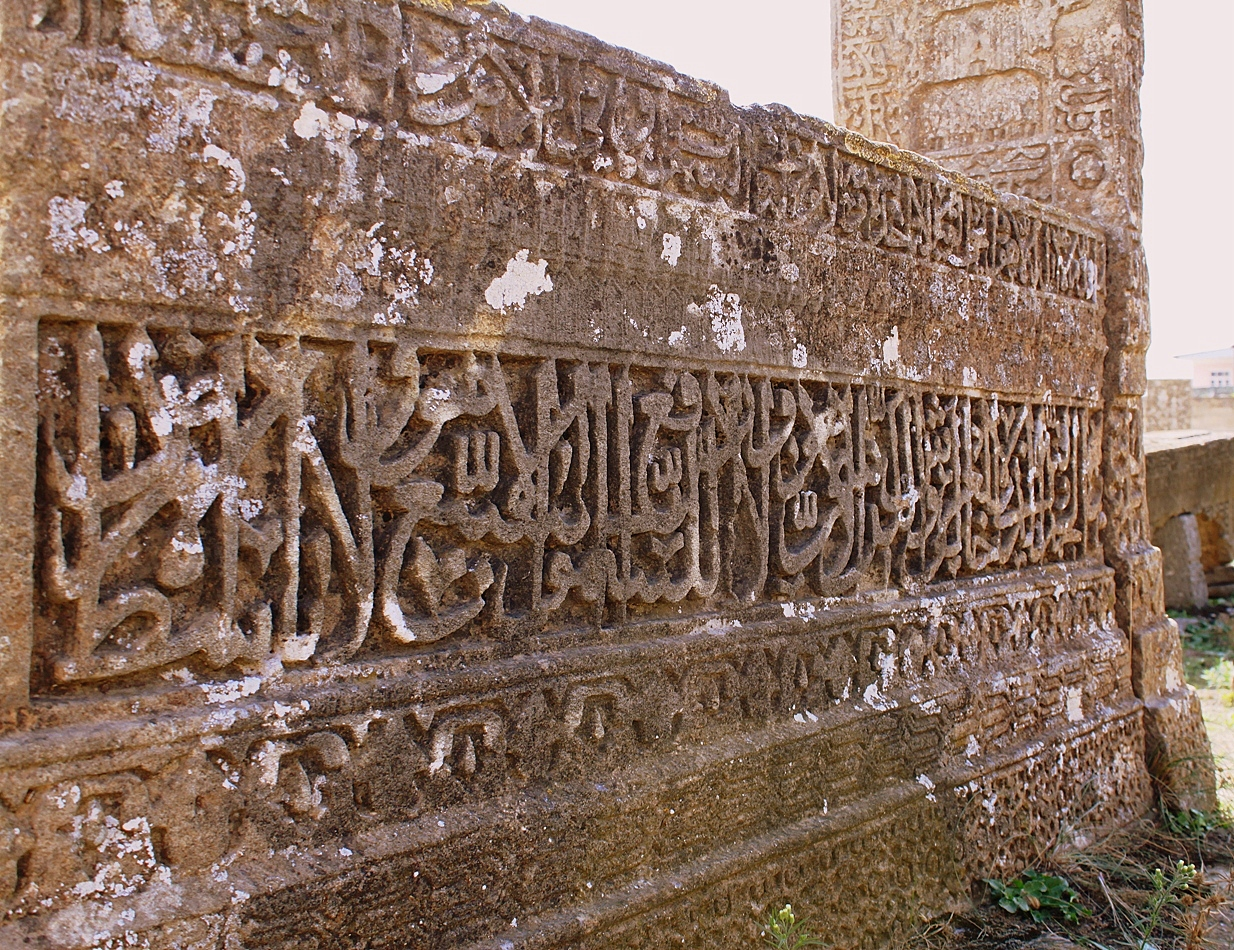
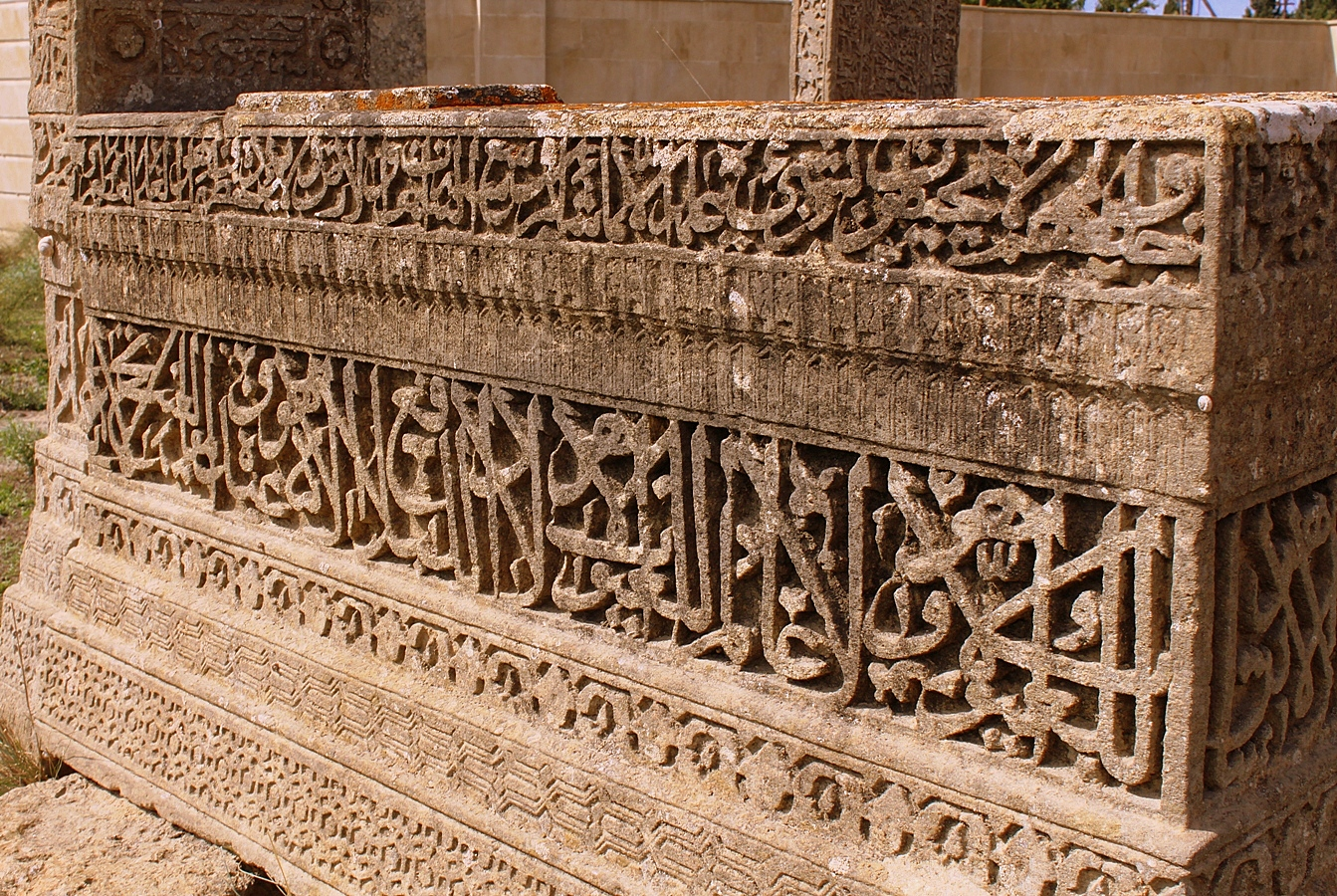
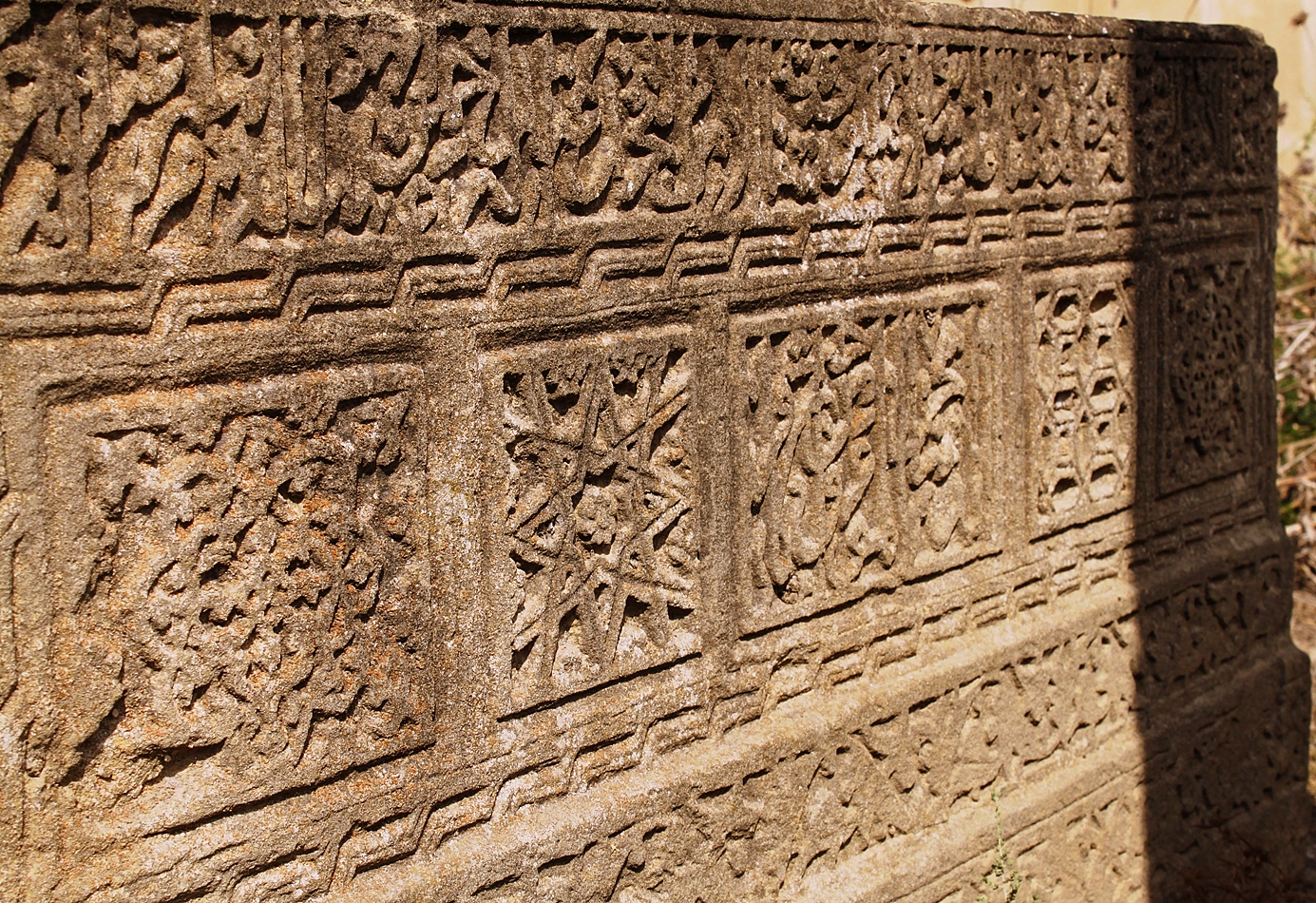

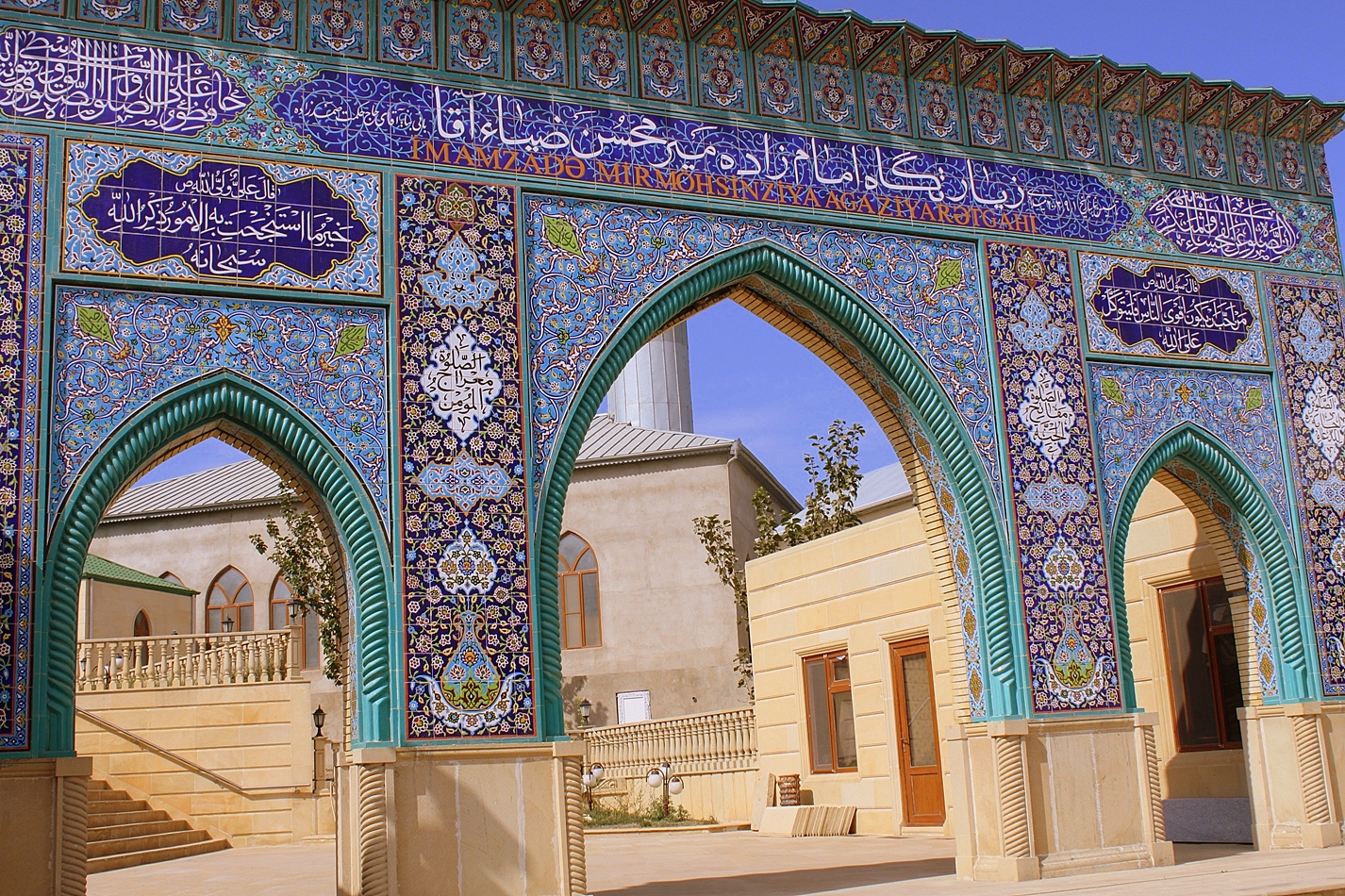
Ворота пира в Бузовнах.
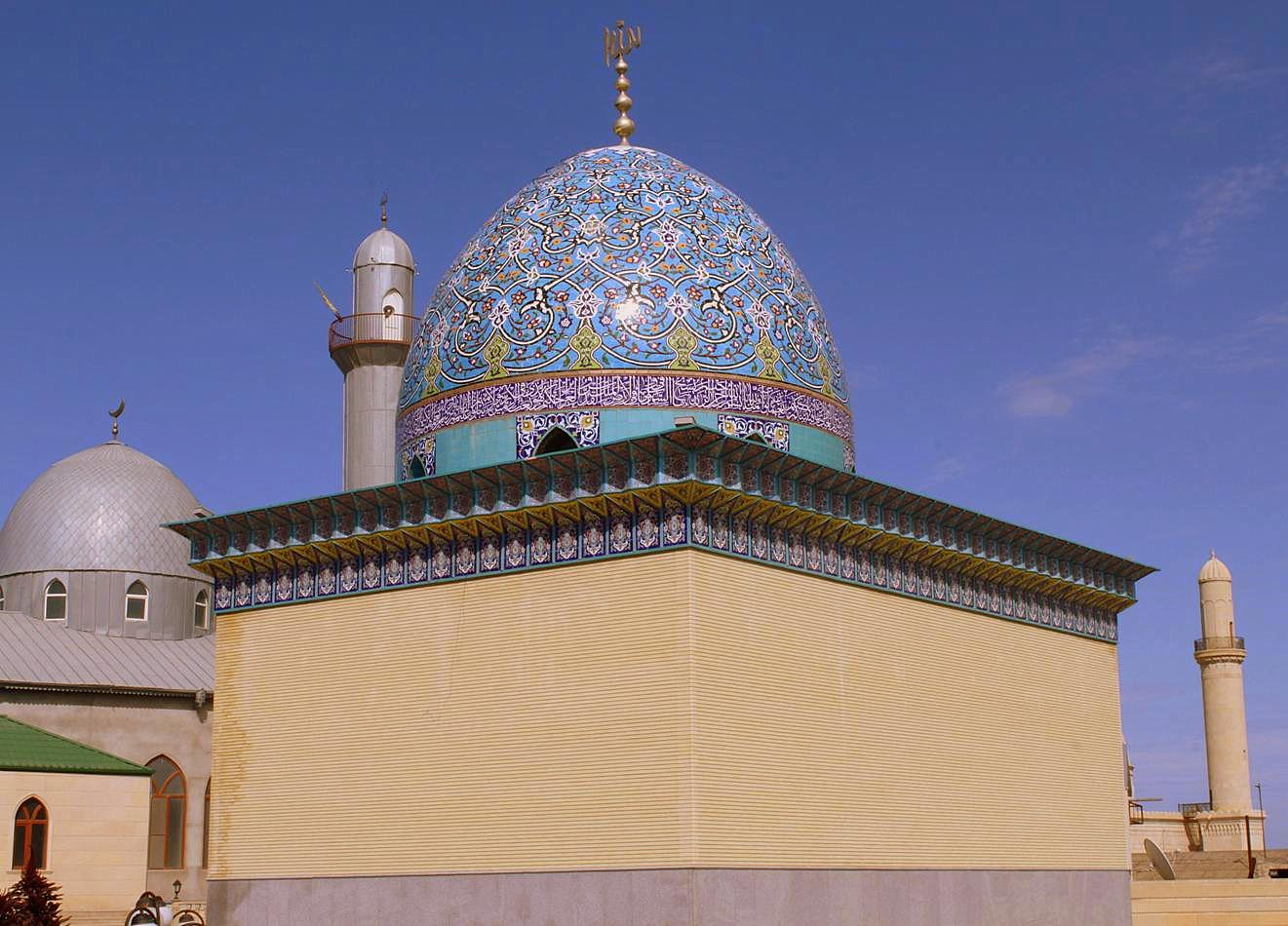
Пир в Бузовнах.
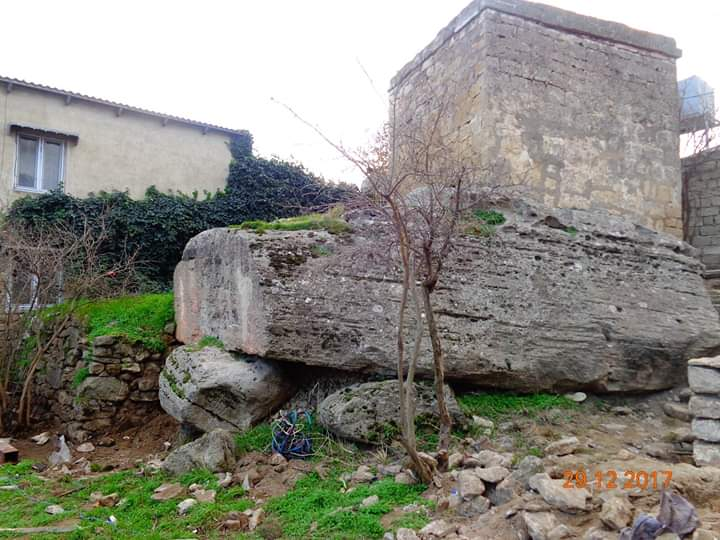
Пир Гара Палтар
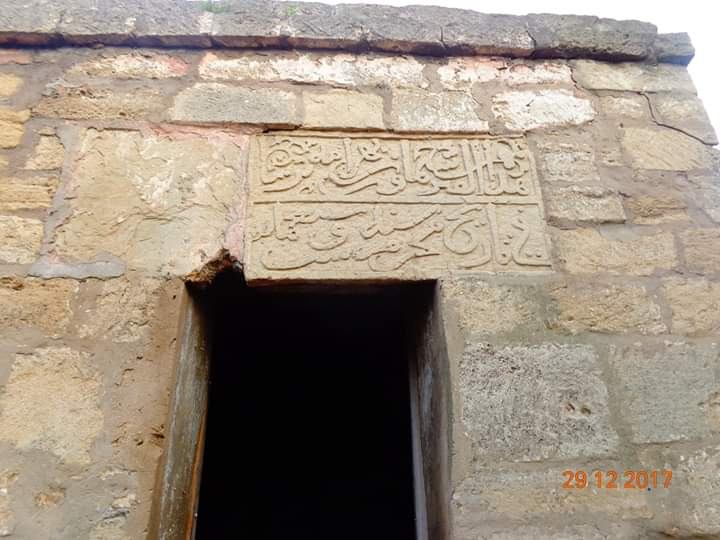
Пир Гара Палтар 1306 год

Древнее кладбище в Бузовнах